# Petre Oprea
Petre Oprea (n. 11 martie 1928, Merii Petchii, România – d. 28 iulie 2011, București, România) a fost un critic și istoric de artă român.
Preocupat de istoria artei plastice românești, autorul a publicat câteva cataloage și monografii privind opera pictorilor Francisc Șirato (1965), Lucian Grigorescu (1967), Marius Bunescu (1971),Corneliu Michăilescu (1972), M. H. Maxy (1974), Gheorghe Ionescu (1988), precum și un album consacrat lui Constantin Brâncuși (1972, reeditat 1976).
A realizat ample incursiuni în mai multe domenii ale vieții artistice românești de la sfârșitul veacului trecut și din acest secol, publicând titluri despre cronicari și critici, colecționari sau societăți artistice. O altă carte este consacrată decorației pictate din vechi case bucureștene. De-a lungul activității sale a avut privilegiul de a sta în preajma unor mari artiști ca Marius Bunescu și M. H. Maxy, despre care a scris în 1995, sau Constantin Artachino, Lucia Bălăcescu Demetriade, Gheorghe Ionescu, Milița Petrașcu, Alexandru Ciucurencu, Corneliu Michăilescu și Gheorghe Vânătoru.
Este considerat de specialiștii în domeniu „cea mai sigură bancă de date din viața artiștilor români".

## Studii
- Facultatea de Istorie București (1948 - 1952)

## Volume publicate
- Francisc Șirato (Studiu și catalog), Editat de Muzeul de artă al României, 1965.
- Lucian Grigorescu (Studiu și catalog), Editat de Muzeul de artă al României, 1967.
- Societăți artistice bucureștene, Editura Meridiane, 1969.
- Marius Bunescu. Editura Meridiane, 1971.
- Scrieri despre arta românească (sec. XIX—XX), Editura Litera, 1971.
- Constantin Brâncuși, Editat de Muzeul de artă al României, 1972, ediția a II-a în 1976.
- Corneliu Michăilescu, Editura Meridiane, 1972.
- Prospectări în arta românească (sec. XIX—XX), Editura Litera, 1973.
- M. H. Maxy, Editura Meridiane, 1974.
- Incursiuni în sculptura românească (sec. XIX—XX), Editura Litera, 1974.
- Peregrinări în arta românească, Editura Litera, 1975.
- Florența Pretorian (Studiu și catalog), Editat de Muzeul de artă al României, 1975.
- Colecționari de artă bucureșteni, Editura  Meridiane,  1976.
- Consemnări despre arta românească, Editura Litera, 1978.
- Cronicari și critici de artă plastică în presa bucureșteană din secolul al XlX-lea, Editura Litera, 1980.
- Cronicari și critici de artă în presa bucureșteană din primul deceniu al secolului XX, Editura Litera, 1982.
- C. Calafeteanu: Itinerar plastic (Prefață de Petre Oprea), Editura Sport-Turism, 1982.
- Dragoș Morărescu: Lumini dobrogene (Studiu introductiv: Petre Oprea), Editura Sport-Turism, 1982.
- Itinerar inedit prin case vechi din București, Editura Sport-Turism, 1986.
- Gheorghe Ionescu, Editura Meridiane, 1988.
- Contact cu arta. Jurnal 1, Editura Tehnică Agricolă, 1994.
- Colecții și colecționari bucureșteni în perioada interbelică, Editura Tehnică Agricolă, 1994.
- Șefii mei pictorii Marius Bunescu și M. H. Maxy, Editat la Muzeul Național de Artă al României, 1995.
- Jurnalul unui inspector de la Direcția artelor plastice. Jurnal 2, editura Maiko, București 1996.
- Critici de artă în presa bucureșteană a anilor 1931—1937, Editura Tehnică Agricolă, 1997.
- Așa i-am cunoscut, editura Maiko, București 1998.
- Jurnalul unui inspector. Jurnal 3, editura Maiko, București 1998.
- Critici de artă în presa bucureșteană a anilor 1938—1944, editura Maiko, București 1999.
- Repere în arta românească (secolul al XIX-lea și al XX-lea), editura Maiko, București 1999.
- Colecționarul mecena Alexandru Bogdan Pitești, editura Maiko, București 1999.
- Jurnalul unui muzeograf principal. Jurnal 4, editura Maiko, București 2000.
- Două perioade din istoriografia artei românești moderne și contemporane, editura Maiko, București 2001.
- Jurnal 1967 - 1970. Jurnal 5, editura Maiko, București 2002.
- Destine pictoricești, editura Maiko, București 2003.
- Sculpturi decorative pe clădiri bucureștene, editura Maiko, București 2004.
- Jurnalul anilor 1971 - 1975. Jurnal 6, editura Maiko, București 2004.
- Unele aspecte ale comerțului de artă, editura Maiko, București 2005.
- Jurnalul anilor 1976 - 1980. Jurnal 7, editura Maiko, București 2005.
- Jurnal 1981 -1988. Jurnal 8, editura Maiko, București 2006.
- Artiști participanți la expozițiile Societății Tinerimii Artistice 1902 - 1947, editura Maiko, București 2006.
- Două veacuri de pictură la București, editura Maiko, București 2007.
- Jurnal 1989 - 1993. Jurnal 9, editura Maiko, București 2007.
- Colecționari de artă bucureșteni. Ediția a II-a, editura Maiko, București 2007.
- Expozanți la Saloanele Oficiale de pictură, sculptură, grafică 1924 - 1944, Directia pentru cultura, culte si patrimoniul cultural national, București 2007.
- Expozanți la Saloanele Oficiale de pictură, sculptură, grafică 1945 - 1947, Directia pentru cultura, culte si patrimoniul cultural national, București 2007.
- Din viața cotidiană a pictorilor și sculptorilor bucureșteni, editura Maiko, București 2008.
- Jurnal 1994 - 1998. Jurnal 10, editura Maiko, București 2008.
- Expoziții personale ale artiștilor plastici consemnate în presa bucureșteană a anilor 1918 - 1944, editura Maiko, București 2008.

## Volume în colaborare
- Galeria națională (ghid), Editura Meridiane, 1965 (Georgeta Peleanu, Petre Oprea, Ștefan  Dițescu, Paula Constantinescu, Beatrice Bednarik și Ion Frunzetti).
- Expoziția florile în opera pictorului Ștefan Luchian (catalog), Editat de Muzeul de Artă al României, 1966 (Georgeta Peleanu, Petre Oprea și Doina Schobel).
- Francisc Șirato: încercări critice, Editura Meridiane, 1967, Prefață și catalog de Petre Oprea.
- Ion Frunzetti, Dimitrie Paciurea, Editura Meridiane, 1971 (Catalog, tabel cronologic și cronologie de Petre Oprea).
- Dimitrie Paciurea (studiu și catalog) (Petre Oprea și Paula Constantinescu), Editat de Muzeul de Artă al României, 1973.
- Lucia Demetriade Bălăcescu (Dragoș Morărescu și Petre Oprea), Editura Meridiane, 1979.

## Afilieri
- Membru al secției de critică a Uniunii artiștilor plastici din 1960, a publicat peste 350 de studii, articole și cronici plastice.